# Biblioteca di Archeologia e Storia dell'Arte
La Biblioteca di Archeologia e Storia dell'Arte (en français : Bibliothèque d'Archéologie et d'Histoire de l'Art) de Rome est la plus grande bibliothèque italienne dans le domaine de l'art et de l'archéologie. 

## Histoire
L'Institut national d'archéologie et d'histoire de l'art, situé à Rome, au Palazzo Venezia, est fondé en 1922 et présidé par l'historien d'art Corrado Ricci (Ravenne, 1858 - Rome, 1934). Étant donné le rôle éminent de la littérature scientifique attribué à la nouvelle institution, l'Institut est annexé à l'ancienne Bibliothèque de la Direction générale des Antiquités et des Beaux-Arts, occupant les pièces du rez-de-chaussée du même bâtiment.
La bibliothèque a été dotée la même année du fonds Rocco Pagliara (Baroda, 1856 - Naples, 1914), constitué d'environ 30 000 volumes et de 2 231 brochures du XVIe au XXe siècle, qui appartenait à ce critique d'art et bibliothécaire de Salerne. Le fonds comprend des ouvrages sur l'archéologie, l'histoire de l'art, l'histoire du théâtre, l'histoire de la musique, les voyages, l'italien, la littérature étrangère et le folklore.
En 1926, elle reçoit en cadeau de la Direction générale des académies et des bibliothèques une intéressante collection de livres et de journaux de voyage (en Italie, en Europe et l'Orient), élégamment reliée, et superbement illustrée, qui appartenait à l'historien d'art et collectionneur parisien Louis Gonse. La même année, sont acquises 2500 affiches et programmes de spectacles romains datant de la fin du XVIIIe siècle au début du XXe, de la collection de Rodolphe Kanzler.
En 1929, est acquise la bibliothèque et la prestigieuse collection de Rodolfo Lanciani (Montecelio, 1847 - Rome, 1929), comptant environ 15 000 gravures, croquis, dessins, manuscrits et notes manuscrites sur la topographie romaine et du Lazio.
L'année suivante, elle reçoit le legs de l'illustre archéologue Felice Barnabei (Castelli de Saint-Marin, 1842 - Rome, 1922), constitué des archives de l'érudit, soit environ 20 000 cartes, qui est une source précieuse pour reconstituer l'histoire de l'Administration des beaux-arts en Italie. 
À la mort de son illustre fondateur, Corrado Ricci, en 1934, la bibliothèque reçoit les livres de celui-ci, environ 4 500 volumes, y compris les brochures et catalogues d'enchères. 
En 1939, en raison de l'entrée en guerre imminente, la Bibliothèque est transférée temporairement dans le bâtiment de l'Académie d'Italie à la Farnesina. Après la guerre, le site d'origine des collections est opportunément restructuré afin de permettre une exploitation maximale de l'espace.
En 1955, est acquis le fonds de l'historien de l'art et archéologue Ugo Monneret de Villard (1881-1954), comprenant des volumes et des brochures d'histoire d'archéologie et de l'art ainsi que les archives de l'érudit.
En 1958, par legs, la bibliothèque s'enrichit de la collection de l'archéologue Giulio Quirino Giglioli (Rome, 1886 – 14 août 1957), formé d'une partie des livres concernant l'histoire de l'art romaine et provinciale, l'archéologie, l'étruscologie, la topographie romaine et italienne.
La bibliothèque, créée aux fins de coordination et de promotion de la recherche, a été entre-temps plus identifiée comme une structure de documentation non seulement pour les spécialistes, mais aussi pour les étudiants universitaires. Cette fonction a été formalisée par le DPR n° 05/09/1967. 1501, qui l'a incluse dans les bibliothèques publiques de l'État et, avec cela, la nécessité d'augmenter le budget des achats.
En 1971, la bibliothèque reçoit le fonds Attilio Rossi (Castel Madama, 1875 – 1966), composé de plus de 5 200 volumes.
L'éternel problème de l'espace, et la déclaration de non-conformité en raison de l'absence d'un escalier de secours, avait déjà conduit à la fermeture de la Bibliothèque (partielle en 1985, et totale en 1990), pour permettre davantage de restructuration et d'élargissement des espaces disponibles. En 1987, la salle Barbo, située au rez-de-chaussée du Palazzo Venezia est acquise, et en 1989 la salle Crociera du Collège romain lui est attribuée; là sont transférées les collections les plus importantes, le magasin (en gros, environ 80 000 volumes rares). La bibliothèque est rouverte au public le 1er juillet 1993.
En 1998, l'établissement est devenu partie du Service bibliothécaire national (SBN), rendant ainsi son remarquable patrimoine bibliographique disponible aux utilisateurs distants.

## Patrimoine
Actuellement, le patrimoine documentaire de la bibliothèque est estimé à environ 370 000 volumes, 3 900 périodiques, 20 700 unités de matériel graphique (gravures, dessins, photographies), 1 500 affiches de théâtre, 66 000 microfiches, 400 cd-rom. Parmi les volumes il y des incunables, Cinquecentine et seicentine, situés dans la section des raretés; la bibliothèque dispose également d'environ 1 600 manuscrits et des archives, dont 100 000 cartes.
La bibliothèque possède aussi un exemplaire rare de La Jérusalem délivrée du Tasse, l'édition de 1590 imprimée sur papier bleu et en dépôt dans le Fonds Pagliara de la Sala della Crociera. L’Archive Historique (1922-1975) est actuellement en cours d'inventaire. 